# Donde mueren las palabras
Pour plus de détails, voir Fiche technique et Distribution.
Donde mueren las palabras est un film argentin réalisé par Hugo Fregonese sorti en 1946.

## Synopsis
Victorio est un vieux musicien-marionnettiste perturbé par une expérience personnelle malheureuse. Aussi, ne cesse-t-il de commettre maladresse sur maladresse. Enfin, le voila qui s'adresse, dans sa loge, à un portrait de jeune femme comme s'il s'agissait d'un être vivant. En dépit d'une réelle empathie, le directeur de la troupe choisit de s'en séparer. Il le maintient néanmoins comme veilleur de nuit. Un soir, justement, alors que le spectacle est terminé et le théâtre vidé, Victorio surprend un jeune homme en train de jouer du piano in petto. Charmé, le vieil homme le prend en amitié et se dispose à lui enseigner son art. Quelque temps plus tard, Victorio découvre une photo de la nouvelle poupée-vedette : elle ressemble au portrait de l'adolescente qu'il chérit avec tant d'émotion. Indigné, il pénètre sans ménagement dans l'atelier du sculpteur et dérobe le modèle qui a été utilisé pour créer la marionnette. "Nous partirons loin, là où personne ne se souviendra de nos crimes", marmonne-t-il...

## Fiche technique
- Titre original : Donde mueren las palabras[1],[2] (litt. langue espagnole : Où meurent les mots)
- Réalisation : Hugo Fregonese
- Assistant de réal. : Ángel Magaña
- Scénario : Ulysses Petit de Murat, Homero Manzi
- Musique : Juan José Castro (extraits de Beethoven, Chopin, Bach, Rachmaninoff, Debussy etc.)
- Photographie : José María Beltrán (es)
- Montage : Atilio Rimaldi
- Direction artistique : Germen Gelpi, Mario Vanarelli
- Production : Artistas Argentinas Associados
- Pays de production :  Argentine
- Format : Noir et blanc, 1,37 : 1
- Durée : 76 minutes
- Genre : Drame
- Date de sortie :
  - Argentine : 25 avril 1946

## Distribution
- Enrique Muiño : Victorio
- Darío Garzay : Darío
- Héctor Méndez : Rozelio
- Linda Lorena (es) : Fedora
- Aurelia Ferrer : María
- Italo Bertini : Carletti
- René Mugica : Antonio
- Pablo Cumo : Boletero
- Maria Ruanova : la danseuse étoile (primera ballerina)

## Commentaires
Débarqué à New York en 1935, afin d'exercer les compétences de conseiller technique à Hollywood pour les films d'inspiration latino-américaine, Hugo Fregonese retourne en Argentine en 1945 pour y diriger, conjointement avec Lucas Demare, son premier film, Pampa bárbara. L'année suivante, il se retrouve seul à la réalisation de Donde mueren las palabras. Selon Jacques Lourcelles, le film n'aurait jamais été distribué en France. Son titre serait inspiré par deux citations bien connues ; celle de Heinrich Heine : « Quand les mots échouent, la musique parle », ou celle de Richard Wagner : « La musique commence là où s'arrête le pouvoir des mots. » Lourcelles émet ce point de vue : « L'esthétisme et les recherches formelles de Fregonese, sensibles ultérieurement dans son travail sur les genres hollywoodiens, apparaissent ici en clair dans un conte d'inspiration wildienne contenant une réflexion ambivalente sur l'art et le génie. » Cette réflexion s'inscrit dans un contexte très XIXe siècle et dans une ambiance para-fantastique. Fregonese intègre, de surcroît, le premier grand ballet dans une œuvre cinématographique, avant même les fameux Chaussons rouges (1948) et l'Invitation à la danse (1956) de Gene Kelly. Une petite maison de production - l'Argentinos Associados -, fondée par des metteurs en scène locaux, fut pourtant à l'origine d'une telle réalisation.